# 67

## Події
- 2-й Папа Римський (64 (67) — 23 вересня 76 (78) Лін.

## Померли
- Гай Цестій Галл — державний та військовий діяч Римської імперії.

- Гней Доміцій Корбулон — військовий та політичний діяч Римської імперії.
- Марк Ліциній Красс Фругі — політичний і державний діяч ранньої Римської імперії, консул 64 року.